# Вилхелм фон Изенбург-Бюдинген
Вилхелм фон Изенбург-Бюдинген (на немски: Wilhelm zu Isenburg und Büdingen; * 3 май 1700, Вехтерсбах; † 14 февруари 1747, Гелнхаузен) е граф на Изенбург-Бюдинген във Вехтерсбах, господар на Ронебург в Хесен.

## Произход
Той е най-малкият син на граф Фердинанд Максимилиан I фон Изенбург-Бюдинген (1661 – 1703) и съпругата му графиня Албертина Мария фон Сайн-Витгенщайн-Берлебург (1663 – 1711), дъщеря на граф Георг Вилхелм фон Сайн-Витгенщайн-Берлебург (1636 – 1684). Брат е на Фердинанд Максимилиан II (1692 – 1755), граф на Изенбург-Бюдинген във Вехтерсбах.
Вилхелм умира на 14 февруари 1747 г. в Гелнхаузен на 46 години и е погребан там.

## Фамилия
Вилхелм се жени на 15 август 1730 г. в Дюркхайм за графиня Йохана Поликсена фон Лайнинген-Дагсбург-Харденбург (* 26 май 1709; † 6 май 1750, Гелнхаузен), дъщеря на граф Йохан Фридрих фон Лайнинген-Дагсбург-Харденбург (1661 – 1722) и маркграфиня Катарина фон Баден-Дурлах (1677 – 1746), дъщеря на маркграф Фридрих VII Магнус фон Баден-Дурлах (1647 – 1709) и херцогиня Августа Мария фон Шлезвиг-Холщайн-Готорп (1649 – 1728). Те имат една дъщеря:
- Катарина Албертина Поликсена (* 1731; † 25 февруари 1732)